# Dorothea Dánská
Dorothea Dánská (29. června 1546 – 6. ledna 1617) byla sňatkem s Vilémem mladším brunšvicko-lüneburskou vévodkyní a v letech 1592 až 1596 regentkou za svého syna Jiřího.

## Život
Dorothea se narodila v Koldingu jako nejmladší dítě krále Kristiána III. Dánského a Dorotey Sasko-Lauenburské. 12. října 1561 se provdala za vévodu Viléma Brunšvicko-Lüneburského mladšího.
Když její manžel v roce 1592 zemřel, stala se Dorothea regentkou za jejich nezletilého syna Jiřího. Měla velkou nedůvěru v radní, kvůli jejich špatnému řízení manželova panství, během jeho šílenství. Dorothea byla známá jako schopná a energická regentka.

## Potomci
Dorothea měla s Vilémem několik dětí, tyto se dožily dospělostiː
- Žofie Brunšvicko-Lüneburská (30. října 1563 – 14. ledna 1639), ⚭ 1579 Jiří Fridrich Braniborsko-Ansbašský (5. dubna 1539 – 25. dubna 1603), kníže ratibořský, opolský a krnovský, markrabě braniborsko-ansbašský
- Arnošt II. Brunšvicko-Lüneburský (31. prosince 1564 – 2. března 1611), lüneburský kníže, brunšvicko-lüneburský vévoda, svobodný a bezdětný
- Alžběta Brunšvicko-Lüneburská (19. října 1565 – 17. července 1621)
- Kristián Brunšvicko-Lüneburský (9. listopadu 1566 – 8. listopadu 1633), lüneburský kníže, brunšvicko-lüneburský vévoda, svobodný a bezdětný
- Augustus Brunšvicko-Lüneburský (18. listopadu 1568 – 1. října 1636), lüneburský kníže, brunšvicko-lüneburský vévoda, biskup ratiborský, měl 12 nemanželských potomků
- Dorotea Brunšvicko-Lüneburská (1. ledna 1570 – 15. srpna 1649), ⚭ 1590 Karel I. Falcko-Zweibrückensko-Birkenfeldský (4. září 1560 – 16. prosince 1600), falckrabě zweibrückenský
- Klára Brunšvicko-Lüneburská (16. ledna 1571 – 18. července 1658)
- Anna Uršula Brunšvicko-Lüneburská (22. března 1572 – 5. února 1601)
- Markéta Brunšvicko-Lüneburská (6. dubna 1573 – 7. srpna 1643), ⚭ 1599 Jan Kazimír Sasko-Koburský (12. června 1564 – 16. července 1633)
- Fridrich IV. Brunšvicko-Lüneburský (28. srpna 1574 – 10. prosince 1648), lüneburský kníže, brunšvicko-lüneburský vévoda, svobodný a bezdětný
- Marie Brunšvicko-Lüneburská (21. října 1575 – 8. srpna 1610)
- Magnus Brunšvicko-Lüneburský (30. srpna 1577 – 10. února 1632)
- Jiří Brunšvicko-Lüneburský (17. února 1582 – 12. dubna 1641), brunšvicko-lüneburský vévoda, calenberský kníže, ⚭ 1617 Anna Eleonora Hesensko-Darmstadtská (30. července 1601 – 6. května 1659)
- Jan Brunšvicko-Lüneburský (23. června 1583 – 27. listopadu 1628)
- Sibyla Brunšvicko-Lüneburská (3. července 1584 – 5. srpna 1652), ⚭ 1616 Julius Arnošt Brunšvicko-Dannenberský (1571–1636), brunšvicko-lüneburský vévoda, kníže dannenberský

## Vývod z předků
|                 |                                     |  |                               |                                  |  |  |  |  |  |  |  | Dětřich Oldenburský |
|                 |                                     |  |                               |                                  |  |  |  |  |  |  |  |                     |
|                 | Kristián I. Dánský                  |  |                               |                                  |  |  |  |  |  |  |  |                     |
|                 |                                     |  |                               |                                  |  |  |  |  |  |  |  |                     |
|                 |                                     |  |                               | Helvig Holštýnsko-Rendsburská    |  |  |  |  |  |  |  |                     |
|                 |                                     |  |                               |                                  |  |  |  |  |  |  |  |                     |
|                 | Frederik I. Dánský                  |  |                               |                                  |  |  |  |  |  |  |  |                     |
|                 |                                     |  |                               |                                  |  |  |  |  |  |  |  |                     |
|                 |                                     |  |                               | Jan Braniborsko-Kulmbašský       |  |  |  |  |  |  |  |                     |
|                 |                                     |  |                               |                                  |  |  |  |  |  |  |  |                     |
|                 | Dorotea Braniborská                 |  |                               |                                  |  |  |  |  |  |  |  |                     |
|                 |                                     |  |                               |                                  |  |  |  |  |  |  |  |                     |
|                 |                                     |  |                               | Barbora Sasko-Wittenberská       |  |  |  |  |  |  |  |                     |
|                 |                                     |  |                               |                                  |  |  |  |  |  |  |  |                     |
|                 | Kristián III. Dánský                |  |                               |                                  |  |  |  |  |  |  |  |                     |
|                 |                                     |  |                               |                                  |  |  |  |  |  |  |  |                     |
|                 |                                     |  |                               | Albrecht III. Achilles           |  |  |  |  |  |  |  |                     |
|                 |                                     |  |                               |                                  |  |  |  |  |  |  |  |                     |
|                 | Jan Cicero Braniborský              |  |                               |                                  |  |  |  |  |  |  |  |                     |
|                 |                                     |  |                               |                                  |  |  |  |  |  |  |  |                     |
|                 |                                     |  |                               | Markéta Bádenská                 |  |  |  |  |  |  |  |                     |
|                 |                                     |  |                               |                                  |  |  |  |  |  |  |  |                     |
|                 | Anna Braniborská                    |  |                               |                                  |  |  |  |  |  |  |  |                     |
|                 |                                     |  |                               |                                  |  |  |  |  |  |  |  |                     |
|                 |                                     |  |                               | Vilém III. Durynský              |  |  |  |  |  |  |  |                     |
|                 |                                     |  |                               |                                  |  |  |  |  |  |  |  |                     |
|                 | Markéta Saská                       |  |                               |                                  |  |  |  |  |  |  |  |                     |
|                 |                                     |  |                               |                                  |  |  |  |  |  |  |  |                     |
|                 |                                     |  |                               | Anna Habsburská                  |  |  |  |  |  |  |  |                     |
|                 |                                     |  |                               |                                  |  |  |  |  |  |  |  |                     |
| Dorothea Dánská |                                     |  |                               |                                  |  |  |  |  |  |  |  |                     |
|                 |                                     |  |                               |                                  |  |  |  |  |  |  |  |                     |
|                 |                                     |  | Bernard II. Sasko-Lauenburský |                                  |  |  |  |  |  |  |  |                     |
|                 |                                     |  |                               |                                  |  |  |  |  |  |  |  |                     |
|                 | Jan V. Sasko-Lauenburský            |  |                               |                                  |  |  |  |  |  |  |  |                     |
|                 |                                     |  |                               |                                  |  |  |  |  |  |  |  |                     |
|                 |                                     |  |                               | Adléta Pomořanská                |  |  |  |  |  |  |  |                     |
|                 |                                     |  |                               |                                  |  |  |  |  |  |  |  |                     |
|                 | Magnus I. Sasko-Lauenburský         |  |                               |                                  |  |  |  |  |  |  |  |                     |
|                 |                                     |  |                               |                                  |  |  |  |  |  |  |  |                     |
|                 |                                     |  |                               | Fridrich II. Braniborský         |  |  |  |  |  |  |  |                     |
|                 |                                     |  |                               |                                  |  |  |  |  |  |  |  |                     |
|                 | Dorothea Braniborská                |  |                               |                                  |  |  |  |  |  |  |  |                     |
|                 |                                     |  |                               |                                  |  |  |  |  |  |  |  |                     |
|                 |                                     |  |                               | Kateřina Saská                   |  |  |  |  |  |  |  |                     |
|                 |                                     |  |                               |                                  |  |  |  |  |  |  |  |                     |
|                 | Dorotea Sasko-Lauenburská           |  |                               |                                  |  |  |  |  |  |  |  |                     |
|                 |                                     |  |                               |                                  |  |  |  |  |  |  |  |                     |
|                 |                                     |  |                               | Vilém IV. Brunšvicko-Lüneburský  |  |  |  |  |  |  |  |                     |
|                 |                                     |  |                               |                                  |  |  |  |  |  |  |  |                     |
|                 | Jindřich IV. Brunšvicko-Lüneburský  |  |                               |                                  |  |  |  |  |  |  |  |                     |
|                 |                                     |  |                               |                                  |  |  |  |  |  |  |  |                     |
|                 |                                     |  |                               | Alžběta Stolbersko-Wernigerodská |  |  |  |  |  |  |  |                     |
|                 |                                     |  |                               |                                  |  |  |  |  |  |  |  |                     |
|                 | Kateřina Brunšvicko-Wolfenbüttelská |  |                               |                                  |  |  |  |  |  |  |  |                     |
|                 |                                     |  |                               |                                  |  |  |  |  |  |  |  |                     |
|                 |                                     |  |                               | Erik II. Pomořanský              |  |  |  |  |  |  |  |                     |
|                 |                                     |  |                               |                                  |  |  |  |  |  |  |  |                     |
|                 | Kateřina Pomořanská                 |  |                               |                                  |  |  |  |  |  |  |  |                     |
|                 |                                     |  |                               |                                  |  |  |  |  |  |  |  |                     |
|                 |                                     |  |                               | Žofie Pomořanská                 |  |  |  |  |  |  |  |                     |
|                 |                                     |  |                               |                                  |  |  |  |  |  |  |  |                     |